# Нікольська сільська рада (Нурімановський район)
Ніко́льська сільська рада (рос. Никольский сельский совет) — муніципальне утворення у складі Нурімановського району Башкортостану, Росія. Адміністративний центр — село Нікольське.

## Населення
Населення — 870 осіб (2019, 823 в 2010, 835 в 2002).

## Склад
До складу поселення входять такі населені пункти:
| Населений пункт         | Населення, осіб (2002) | Населення, осіб (2010) |
| ----------------------- | ---------------------- | ---------------------- |
| Байкал, присілок        | 76                     | 77                     |
| Вознесенський, присілок | 42                     | 37                     |
| Нікольське, село        | 636                    | 627                    |
| Юрмаш, присілок         | 81                     | 82                     |